# Aristostomias scintillans
Aristostomias scintillans — вид голкоротоподібних риб родини Стомієві (Stomiidae).

## Опис
Тіло сягає 23 см завдовжки.

## Поширення
Морський, батипелагічний вид, що зустрічається на сході Тихого океану на глибині 0-1220 м.